# Муравьиный меланерпес
Муравьиный меланерпес, или муравьиный дятел или желудёвый дятел (лат. Melanerpes formicivorus) — птица из рода дятлов-меланерпесов. Известен своей особенностью создавать своеобразные «кладовые», запасая жёлуди, размещая их по одному в отверстия, выдолбленные в стволах деревьев.

## Описание
Размеры взрослой птицы около 20 см при среднем весе около 85 г. Взрослая птица имеет чёрную голову, спину, крылья и хвост; белый лоб, горло, живот. Глаза белые. Взрослый самец имеет красную «шапочку», которая начинается на лбу, тогда как самки отличаются наличием чёрной области между лбом и «шапочкой».

## Распространение
Ареал разорванный, состоит из нескольких крупных и множества мелких участков в Северной, Центральной и Южной Америке. На северо-западе гнездится вдоль тихоокеанского побережья от северо-западного Орегона к югу до Калифорнийского залива. Наиболее крупный участок находится в промежутке между восточной Аризоной и западным Нью-Мексико на севере, и западной Панамой и северной Колумбией на юге.

## Биология

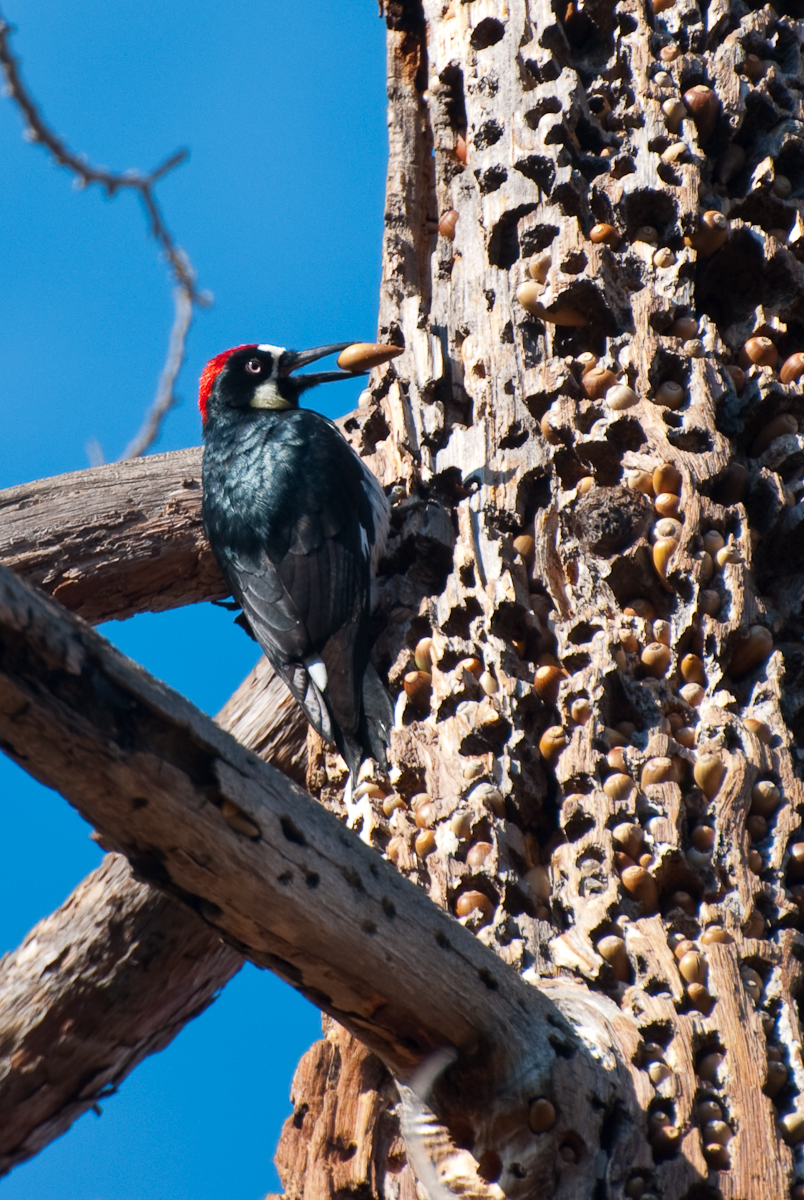
Муравьиный дятел возле своей «кладовой».

Характерной особенностью поведения муравьиных дятлов является создание ими «кладовых». Птицы во множестве запасают жёлуди, размещая их по одному в отверстия, выдолбленные ими в стволах деревьев, а порой даже деревянных телеграфных столбов, или в стене бревенчатого дома. В одной жёлтой сосне было обнаружено до 60 тыс. спрятанных таким образом желудей. Подобные запасы используются птицами в зимнее время. Кроме желудей, рацион дятлов включает орехи, насекомых и плоды, которые они также иногда могут запасать впрок.
Муравьиные дятлы живут коммунами-семьями расширенного состава численностью от 3 до 12 особей. Каждая такая коммуна удерживает общую территорию, в границах которой находятся кладовые, места гнездования и сбора корма. В защите данной территории принимают участие все члены группы. Они же участвуют в запасании желудей и потом же коллективно используют свои запасы.

## Размножение
Обычно в группе насчитывается 1—7 самцов и 1—3 самки. С приходом брачного периода птицы в группе не разбиваются на пары. Все самки откладывают яйца в одно общее гнездо. В насиживании кладки и в последующем выкармливании птенцов принимают участие все члены группы. Впрочем, в отдельные годы и в отдельных местах встречаются и пары птиц, ведущих типично моногамный образ жизни, являющийся временным явлением.

## Подвиды
Международный союз орнитологов выделяет 7 подвидов:
- Melanerpes formicivorus albeolus Todd, 1910
- Melanerpes formicivorus angustifrons S. F. Baird, 1870
- Melanerpes formicivorus bairdi Ridgway, 1881
- Melanerpes formicivorus flavigula (Malherbe, 1849)
- Melanerpes formicivorus formicivorus (Swainson, 1827)
- Melanerpes formicivorus lineatus (Dickey & Van Rossem, 1927)
- Melanerpes formicivorus striatipectus Ridgway, 1874